# 위장관 천공

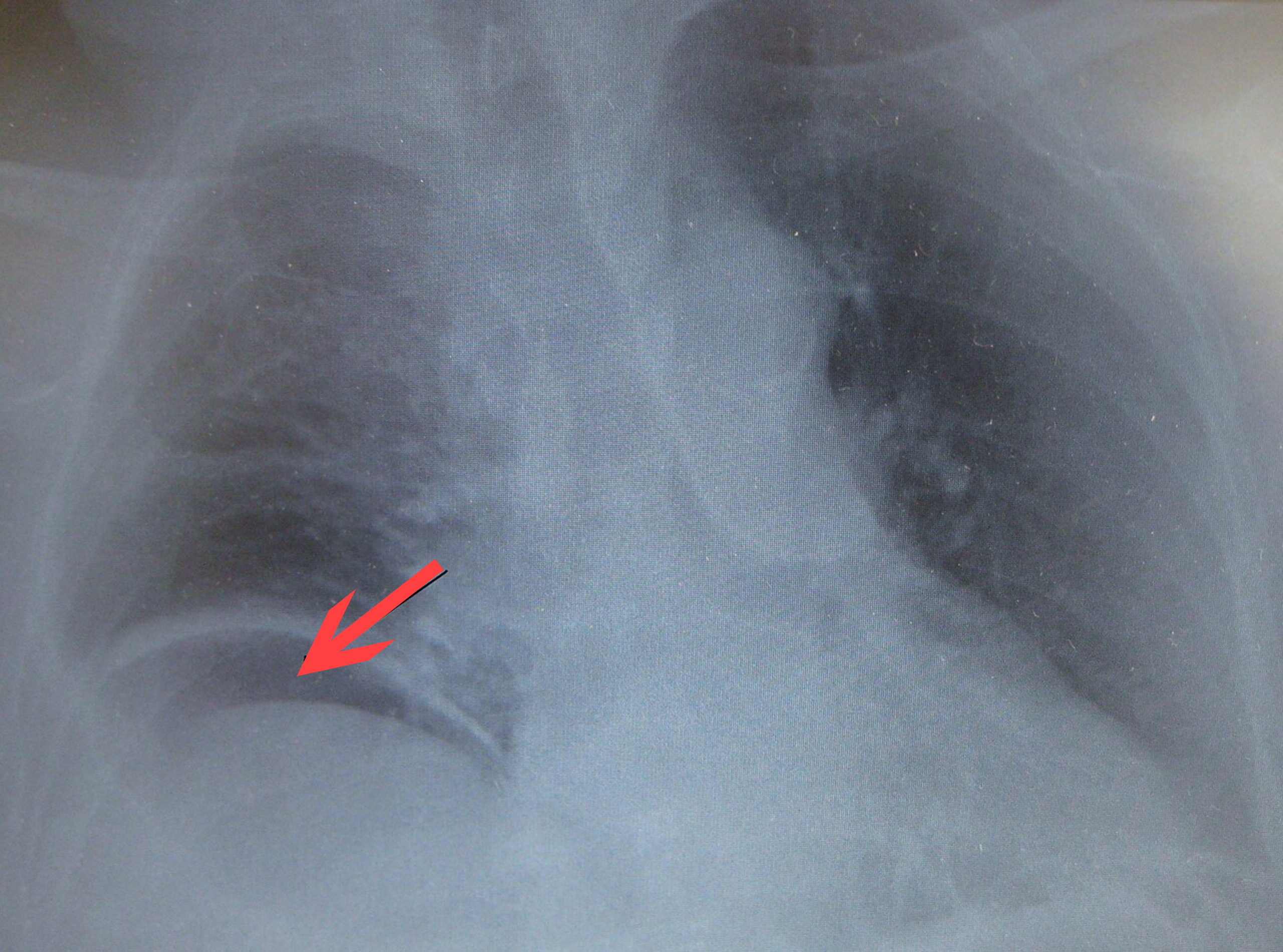

위장관 천공(Gastrointestinal perforation)은 위장관 의 벽부분에 구멍이 나 있는 것을 말한다. 여기서 위장관이란 식도, 위, 소장, 대장을 말한다. 주요 증상은 심한 복부 통증이다. 심장 박동수가 증가하고, 호흡속도가 증가하며, 고열과, 정신적 혼돈을 포함한 패혈증을 가져올 수 있다.
이것은 칼로 찌르는 듯한 상처와, 날카로운 것을 먹는 등의 트라우마를 포함한다.